# Lillsjön (Hamrånge socken, Gästrikland)
Lillsjön är en sjö i Gävle kommun i Gästrikland och ingår i Skärjåns huvudavrinningsområde. Sjön har en area på 0,387 kvadratkilometer och ligger 11 meter över havet. Sjön avvattnas av vattendraget Skärjån (Tönsån).

## Delavrinningsområde
Lillsjön ingår i det delavrinningsområde (677043-157129) som SMHI kallar för Utloppet av Lillsjön. Medelhöjden är 17 meter över havet och ytan är 2,11 kvadratkilometer. Räknas de 72 avrinningsområdena uppströms in blir den ackumulerade arean 328,56 kvadratkilometer. Avrinningsområdets utflöde Skärjån (Tönsån) mynnar i havet. Avrinningsområdet består mestadels av skog (78 procent). Avrinningsområdet har 0,39 kvadratkilometer vattenytor vilket ger det en sjöprocent på 18,4 procent.